# 2022년 시카고 영화 비평가 협회상
제35회 시카고 비평가 협회상은 2022년 12월 14일에 열린 시상식이다.

## 수상 및 후보

### 작품상
- 이니셰린의 밴시 - 마틴 맥도나 수상

### 감독상
- 에브리씽 에브리웨어 올 앳 원스 - 다니엘 콴 외 1명 수상

### 남우주연상
- 이니셰린의 밴시 - 콜린 파렐 수상

### 여우주연상
- TAR 타르 - 케이트 블란쳇 수상

### 남우조연상
- 에브리씽 에브리웨어 올 앳 원스 - 키 호이 콴 수상

### 여우조연상
- 이니셰린의 밴시 - 케리 콘돈 수상

### 각본상
- 우먼 토킹 - 사라 폴리 수상

### 각색상
- 이니셰린의 밴시 - 마틴 맥도나 수상

### 외국어영화상
- 헤어질 결심 - 박찬욱 수상

### 다큐멘터리상
- 파이어 오브 러브 - 사라 도사 수상

### 애니메이션상
- 피노키오 - 기예르모 델 토로 수상

### 촬영상
- 헤어질 결심 - 김지용 수상

### 음악상
- 바빌론 - 저스틴 허위츠 수상

### 편집상
- 에브리씽 에브리웨어 올 앳 원스 - Paul Rogers 수상

### 미술상
- 에브리씽 에브리웨어 올 앳 원스 - 제이슨 키스바데이 수상

### 의상상
- 에브리씽 에브리웨어 올 앳 원스 - Shirley Kurata 수상

### 시각효과상
- 에브리씽 에브리웨어 올 앳 원스 - 다니엘 콴 외 1명 수상

### 유망연기상
- 엘비스 - 오스틴 버틀러 수상

### 밀로스 스테릭, 획기적인 영화 제작자상
- 애프터썬 - 루이스 갈테르 수상